# Nastasia Civitillo
Pour l’article homonyme, voir Civitillo.
Nastasia Civitillo, née le 26 juin 1997, est une gameuse connue sous le nom de « Khirya ». Elle fait partie des meilleures joueuses d’Europe sur le jeu Overwatch.
Elle est par ailleurs joueuse de tchoukball en ligue A, ainsi qu'en équipe Suisse féminine et responsable d'une académie esport.

## Biographie
Nastasia Civitillo est née le 26 juin 1997. Elle fait ses débuts dans l’univers des jeux vidéos à l’âge de 11 ans. Âgée de 13 ans et passionnée par la série Lie To Me, elle souhaite se spécialiser en décryptage du langage non verbal (comme le héros de la série). Elle intègre un cours destiné aux adultes et se spécialise en communication corporelle. Ses capacités d’analyse lui ont permis d’exceller dans le domaine des jeux en ligne.
Elle découvre le jeu World of Warcraft avec son frère puis le jeu d’Overwatch en 2011 alors âgée de 14 ans. Elle prend rapidement le surnom de « Khirya » dans l’univers des jeux vidéos et devient par la suite une des meilleures joueuses d’Europe dans le jeu « Overwatch ».
Elle effectue ses études universitaires en psychologie de l’e-sport à l’université de Neuchâtel afin de pouvoir suivre et accompagner les e-sportives.

## Joueuse de tchoukball
Elle commence à jouer au tchoukball en 2008 à l'âge de 11 ans au club de Chavannes. Elle est par la suite sélectionnée en équipe nationale suisse en tant qu'U18 en 2013 puis en tant qu'adulte en 2015. Elle participe au championnats du monde junior de Kaohsiung et se place 3ème, au championnats d'Europe en 2016 et gagne le titre de championne d'Europe, ainsi qu'au Geneva Indoors plusieurs fois entre 2015 et 2024 avec l’équipe nationale suisse. En 2023, elle est sélectionnée pour les championnats du monde qu'elle remporte avec l'équipe de Suisse, obtenant de ce fait le titre de Championne du monde.

## Compétition en e-sport
À la suite de son intérêt marqué pour le jeu d'Overwatch elle rejoint une équipe en France et participe à des lans, des compétitions où toutes les équipes impliquées jouent dans une même salle, parfois face à un public de milliers de spectateurs.
Elle commence ses premiers tournois dans une équipe exclusivement féminine, avant d’intégrer le Lausanne e-sport en 2018 pour le jeu d’Overwatch. Cette fois-ci elle se retrouve dans une équipe entièrement masculine. Sous le pseudo de « Khyria », elle devient capitaine de l’équipe et enchaîne les compétitions pendant deux ans.
Après avoir fait face au sexisme en ligne et à de nombreuses remarques et comportements toxiques, elle prend la décision de quitter la compétition de jeux vidéos et de s’orienter vers une carrière de conseillère psychologue dans l’Esport,.
Depuis 2021 elle coanime l’émission hebdomadaire Whisp’her sur RTS e-sport.

## Conseillère psy en e-sport
Au sein de sa carrière de psychologue dans l’e-sport elle participe à la mise en place d’une formation pour les gameurs intitulée «Pour une pratique saine et responsable des jeux vidéo». Cette formation a pour vocation de sensibiliser les utilisateurs aux problèmes qui peuvent être rencontrés dans l’univers des jeux en ligne et de leur offrir des clés pour se protéger et savoir comment faire face à des comportements toxiques comme le harcèlement ou des propos sexistes.
Cette formation est donnée à Fribourg et est mise en place avec l’aide de l’association Noetic academy dont elle est par ailleurs responsable,.